# Ataxia acutipennis
Ataxia acutipennis là một loài bọ cánh cứng trong họ Cerambycidae.